# آرتاپانوس اسکندریه
آرتاپانوس اسکندریه (انگلیسی: Artapanus of Alexandria; ۱ ژانویهٔ ۰۲۰۰ – ۱ ژانویهٔ ۰۲۰۰) مورخ و از اهالی یهودی در اسکندریه و نویسنده بود.